# Cis cornutus
Cis cornutus là một loài bọ cánh cứng trong họ Ciidae. Loài này được Blatchley miêu tả khoa học năm 1910.